# Вальман (Іран)
Вальман (перс. والمان) — село в Ірані, у дегестані Таразнагід, у Центральному бахші, шагрестані Саве остану Марказі. За даними перепису 2006 року, його населення становило 4 особи, що проживали у складі 4 сімей.

## Клімат
Середня річна температура становить 18,68 °C, середня максимальна – 37,96 °C, а середня мінімальна – -2,55 °C. Середня річна кількість опадів – 255 мм.
| Клімат поселення                              | Клімат поселення | Клімат поселення | Клімат поселення | Клімат поселення | Клімат поселення | Клімат поселення | Клімат поселення | Клімат поселення | Клімат поселення | Клімат поселення | Клімат поселення | Клімат поселення | Клімат поселення |
| Показник                                      | Січ.             | Лют.             | Бер.             | Квіт.            | Трав.            | Черв.            | Лип.             | Серп.            | Вер.             | Жовт.            | Лист.            | Груд.            |                  |
| Середній максимум, °C                         | 13,64            | 15,40            | 19,41            | 26,20            | 31,51            | 36,62            | 37,96            | 37,37            | 33,47            | 26,32            | 19,03            | 13,63            |                  |
| Середня температура, °C                       | 5,54             | 7,31             | 11,32            | 18,11            | 23,42            | 28,54            | 31,65            | 31,06            | 27,18            | 20,02            | 12,73            | 7,32             |                  |
| Середній мінімум, °C                          | −2,55            | −0,78            | 3,22             | 10,02            | 15,32            | 20,44            | 25,34            | 24,76            | 20,88            | 13,72            | 6,42             | 1,03             |                  |
| Норма опадів, мм                              | 39               | 36               | 43               | 28               | 20               | 4                | 1                | 1                | 2                | 16               | 27               | 38               |                  |
| Середньомісячна швидкість вітру, м/с          | 1.70             | 2.29             | 2.73             | 3.12             | 3.00             | 2.90             | 3.00             | 2.90             | 2.40             | 2.14             | 1.93             | 1.75             |                  |
| Середньомісячна сонячна радіація, кДж/м²·день | 9376             | 12117            | 14539            | 18198            | 22074            | 26061            | 25601            | 23464            | 19944            | 14806            | 10939            | 8907             |                  |
| --------------------------------------------- | ---------------- | ---------------- | ---------------- | ---------------- | ---------------- | ---------------- | ---------------- | ---------------- | ---------------- | ---------------- | ---------------- | ---------------- | ---------------- |
| Джерело:                                      |                  |                  |                  |                  |                  |                  |                  |                  |                  |                  |                  |                  |                  |